# Peugeot 301
Peugeot 301 — компактный четырёхцилиндровый седан, выпускавшийся Peugeot с 1932 по 1936 годы. Он заменил в модельном ряду Peugeot Type 177, хотя производство 177 было прекращено в 1928, таким образом 301 вернулся на довольно перспективный рынок компактных моделей.

## Кузов
Седан 301C был представлен в 1932, а через год вышла его четырёхдверная версия с шестью боковыми окнами (по 3 окна с каждой стороны), которая имела уже привычный багажник вместо чемодана позади. Тем не менее, прежние версии продавались ещё некоторое время. Версия 301 CR была представлена летом 1933 года в Сошо, она имела слегка похудевший кузов. Более изменённая версия 301D появилась в 1934 году. Она была по прежнему шестиоконной, но не имела наклонённой задней части, похожее строение кузова получили модели 402 и 302 в течение ближайших двух лет. 
Очевидно, что широкий спектр 4-дверных 301 был построен на одном и том же шасси. Существовали также, кроме 2-дверных версий, автомобили с кузовами родстер, кабриолет, спидстер и купе. Также предлагалась версия 301T — просторный коммерческий фургон, имевший более квадратный кузов и грузовой отсек вместо сидений задних пассажиров.

## Двигатель
Хотя 301 имел множество модификаций, все они имели приставку «301» и схожие двигатель объёмом 1465 см3. Самой мощной была версия 301D с двигателем мощностью 35 л.с., максимальная скорость варьировалась в пределах 80-100 км/ч в зависимости от модификации. Грузовая версия 301T развивала максимальную скорость 70 км/ч. Автомобиль имел электростартёр, хотя система механической прокрутки по прежнему оставалась.

## Технические подробности
301 был основан на коммерчески-успешном 201, появившемся в 1929 году. Привод на задние колёса передавался через 3-ступенчатую механику, не имевшую синхронизаторов. Автомобиль также имел барабанные тормоза и фары, управляемые ручкой посередине рулевой колонки и работавшей на 12-вольтной электрической системе.

## Инновационная подвеска
301 оснащался инновационной независимой передней подвеской, он был одним из первых автомобилей, имевших её. Такая система амортизации позволяла автомобилю хорошо держать дорогу, вибрации на рулевой колонке значительно снизились. Рессоры сзади были обычными для того времени.

## Коммерческий успех
301 продавался в сегменте 8 л.с. (6 кВт) по французским меркам. За 4-летний период было продано 70 497 различных версий Peugeot 301, что являлось очень приличным показателем в то время.